# Circonscription électorale de Lérida
Ne doit pas être confondu avec Circonscription électorale de Lérida (Catalogne).
La circonscription électorale de Lérida est l'une des cinquante-deux circonscriptions électorales espagnoles utilisées comme divisions électorales pour les élections générales espagnoles.
Elle correspond géographiquement à la province de Lérida.

## Historique
Elle est instaurée en 1977 par la loi pour la réforme politique puis confirmée avec la promulgation de la Constitution espagnole qui précise à l'article 68 alinéa 2 que chaque province constitue  une circonscription électorale.

## Congrès des députés

### Synthèse
|             |       | 1977 | 1979 | 1982 | 1986 | 1989 | 1993 | 1996 | 2000 | 2004 | 2008 | 2011 | 2015 | 2016 | 04/19 | 11/19 | 2023 |
| ----------- | ----- | ---- | ---- | ---- | ---- | ---- | ---- | ---- | ---- | ---- | ---- | ---- | ---- | ---- | ----- | ----- | ---- |
| UCD         |       | 1    | 2    |      |      |      |      |      |      |      |      |      |      |      |       |       |      |
| SC          |       | 1    |      |      |      |      |      |      |      |      |      |      |      |      |       |       |      |
| PDC         |       | 2    |      |      |      |      |      |      |      |      |      |      |      |      |       |       |      |
| AP & alliés |       |      |      | 1    | 1    |      |      |      |      |      |      |      |      |      |       |       |      |
| PP          |       |      |      |      |      |      | 1    | 1    | 1    |      | 1    | 1    |      | 1    |       |       |      |
| PSC         |       |      | 1    | 2    | 1    | 2    | 1    | 1    | 1    | 2    | 2    | 1    | 1    |      | 1     | 1     | 2    |
| ERC         |       |      |      |      |      |      |      |      |      | 1    |      |      | 1    | 1    | 2     | 2     | 1    |
| CiU / CDC   |       |      | 1    | 1    | 2    | 2    | 2    | 2    | 2    | 1    | 1    | 2    | 1    | 1    |       |       |      |
| ECP         |       |      |      |      |      |      |      |      |      |      |      |      | 1    | 1    |       |       |      |
| Junts       |       |      |      |      |      |      |      |      |      |      |      |      |      |      | 1     | 1     | 1    |
|             |       |      |      |      |      |      |      |      |      |      |      |      |      |      |       |       |      |
| Total       | Total | 4    | 4    | 4    | 4    | 4    | 4    | 4    | 4    | 4    | 4    | 4    | 4    | 4    | 4     | 4     | 4    |

### 1977
| Parti | Parti | Députés                                   |
| ----- | ----- | ----------------------------------------- |
| UCD   |       | Manuel de Sárraga Gómez                   |
| SC    |       | Josep Pau Pernau                          |
| PDC   |       | Joaquín Arana Pelegrí, Felipe Lorda Alaiz |

### 1979
| Parti | Parti | Députés                                      |
| ----- | ----- | -------------------------------------------- |
| UCD   |       | Jaime Barnola Serra, Manuel de Sárraga Gómez |
| PSC   |       | Josep Pau Pernau                             |
| CiU   |       | María Rúbies Garrofé                         |

### 1982
| Parti  | Parti | Députés                            |
| ------ | ----- | ---------------------------------- |
| PSC    |       | Teresa Cunillera, Josep Pau Pernau |
| CiU    |       | Josep Antoni Duran i Lleida        |
| AP-PDP |       | José Ignacio Llorens               |

### 1986
| Parti | Parti | Députés                                             |
| ----- | ----- | --------------------------------------------------- |
| CiU   |       | Josep Antoni Duran i Lleida, Manuel Ferrer Profitós |
| PSC   |       | Josep Pau Pernau                                    |
| CP    |       | José Ignacio Llorens                                |

### 1989
| Parti | Parti | Députés                                             |
| ----- | ----- | --------------------------------------------------- |
| PSOE  |       | Josep Pau Pernau, Josep Ramón Modol Pifarré         |
| CiU   |       | Josep Antoni Duran i Lleida, Manuel Ferrer Profitós |

### 1993
| Parti | Parti | Députés                              |
| ----- | ----- | ------------------------------------ |
| CiU   |       | Josep Grau Serís, Jaume Cardona Vila |
| PSC   |       | Josep Pau Pernau                     |
| PP    |       | José Ignacio Llorens                 |

- Josep Grau Serís est remplacé en septembre 1994 par Joan Horaci Simó Burgues.

### 1996
| Parti | Parti | Députés                                             |
| ----- | ----- | --------------------------------------------------- |
| CiU   |       | Ricard Burballa Campabadal, Ramón Companys Sanfeliu |
| PSC   |       | Teresa Cunillera                                    |
| PP    |       | José Ignacio Llorens                                |

### 2000
| Parti | Parti | Députés                                  |
| ----- | ----- | ---------------------------------------- |
| CiU   |       | Pere Grau Buldú, Ramón Companys Sanfeliu |
| PSC   |       | Teresa Cunillera                         |
| PP    |       | José Ignacio Llorens                     |

### 2004
| Parti | Parti | Députés                                    |
| ----- | ----- | ------------------------------------------ |
| PSC   |       | Teresa Cunillera, Esperança Farrera Granja |
| CiU   |       | Pere Grau Buldú                            |
| ERC   |       | Jordi Ramon                                |

### 2008
| Parti | Parti | Députés                               |
| ----- | ----- | ------------------------------------- |
| PSC   |       | Teresa Cunillera, Fèlix Larrosa Piqué |
| CiU   |       | María Concepció Tarruella Tomás       |
| PP    |       | José Ignacio Llorens                  |

### 2011
| Parti | Parti | Députés                                              |
| ----- | ----- | ---------------------------------------------------- |
| CiU   |       | María Concepció Tarruella Tomás, Marc Solsona Aixalà |
| PSC   |       | Teresa Cunillera                                     |
| PP    |       | José Ignacio Llorens                                 |

### 2015
| Parti | Parti | Députés                     |
| ----- | ----- | --------------------------- |
| ERC   |       | Xavier Eritja i Ciuró       |
| CDC   |       | Antoni Postius Terrado      |
| ECP   |       | Jaume Moya Matas (ICV)      |
| PSC   |       | Mónica Lafuente de la Torre |

### 2016
| Parti | Parti | Députés                |
| ----- | ----- | ---------------------- |
| ERC   |       | Xavier Eritja i Ciuró  |
| CDC   |       | Antoni Postius Terrado |
| ECP   |       | Jaume Moya Matas (ICV) |
| PP    |       | José Ignacio Llorens   |

### Avril 2019
| Parti | Parti | Députés                                            |
| ----- | ----- | -------------------------------------------------- |
| ERC   |       | Xavier Eritja i Ciuró, Inés Granollers i Cunillera |
| Junts |       | Jordi Turull                                       |
| PSC   |       | Montserrat Mínguez                                 |

### Novembre 2019
| Parti | Parti | Députés                                            |
| ----- | ----- | -------------------------------------------------- |
| ERC   |       | Xavier Eritja i Ciuró, Inés Granollers i Cunillera |
| Junts |       | Concepció Cañadell Salvia                          |
| PSC   |       | Montserrat Mínguez                                 |

### 2023
| Parti | Parti | Députés                                 |
| ----- | ----- | --------------------------------------- |
| PSC   |       | Montserrat Mínguez, Amador Marqués Atés |
| ERC   |       | Inés Granollers i Cunillera             |
| Junts |       | Isidre Gavín Valls                      |

## Sénat

### Synthèse
|               |       | 1977 | 1979 | 1982 | 1986 | 1989 | 1993 | 1996 | 2000 | 2004 | 2008 | 2011 | 2015 | 2016 | 04/19 | 11/19 | 2023 |
| ------------- | ----- | ---- | ---- | ---- | ---- | ---- | ---- | ---- | ---- | ---- | ---- | ---- | ---- | ---- | ----- | ----- | ---- |
| UCD           |       |      | 3    |      |      |      |      |      |      |      |      |      |      |      |       |       |      |
| SC            |       | 3    |      |      |      |      |      |      |      |      |      |      |      |      |       |       |      |
| PSC           |       |      | 1    | 2    | 1    | 1    | 1    | 1    |      |      |      |      |      |      |       |       | 3    |
| Entesa-Entesa |       |      |      |      |      |      |      |      | 1    | 3    | 3    | 1    |      |      |       |       |      |
| ERC           |       |      |      |      |      |      |      |      |      |      |      |      | 1    | 3    | 3     | 3     | 1    |
| CiU/CDC       |       | 1    |      | 2    | 3    | 3    | 3    | 3    | 3    | 1    | 1    | 3    | 3    | 1    |       |       |      |
| Junts         |       |      |      |      |      |      |      |      |      |      |      |      |      |      | 1     | 1     |      |
|               |       |      |      |      |      |      |      |      |      |      |      |      |      |      |       |       |      |
| Total         | Total | 4    | 4    | 4    | 4    | 4    | 4    | 4    | 4    | 4    | 4    | 4    | 4    | 4    | 4     | 4     | 4    |

### 1977
| Parti | Parti | Sénateurs                                                          |
| ----- | ----- | ------------------------------------------------------------------ |
| SC    |       | Rosendo Audet Puncernau, Josep Ball Armengol, Felipe Soler Sabarís |
| CDC   |       | María Rúbies Garrofé                                               |

### 1979
| Parti | Parti | Sénateurs                                                             |
| ----- | ----- | --------------------------------------------------------------------- |
| UCD   |       | Manuel Ferrer Profitós, Juan Manuel Nadal Gaya, Alfonso Porta Vilalta |
| PSC   |       | Josep Ball Armengol                                                   |

### 1982
| Parti | Parti | Sénateurs                                        |
| ----- | ----- | ------------------------------------------------ |
| PSC   |       | Josep Ball Armengol, Amadeu Claría Esteban       |
| CiU   |       | Manuel Ferrer Profitós, Joan Horaci Simó Burgués |

### 1986
| Parti | Parti | Sénateurs                                                             |
| ----- | ----- | --------------------------------------------------------------------- |
| CiU   |       | Jaume Cardona Vila, Ramon Companys Sanfeliu, Joan Horaci Simó Burgués |
| PSC   |       | Josep Armengol Carrera                                                |

### 1989
| Parti | Parti | Sénateurs                                                               |
| ----- | ----- | ----------------------------------------------------------------------- |
| CiU   |       | Jaume Cardona Vila, Estanislao Felip Monsonís, Joan Horaci Simó Burgués |
| PSC   |       | Miquel Aguilà Barril                                                    |

### 1993
| Parti | Parti | Sénateurs                                                          |
| ----- | ----- | ------------------------------------------------------------------ |
| CiU   |       | Estanislao Felip Monsonís, Manuel Ferrer Profitós, Pere Grau Buldú |
| PSC   |       | Miquel Aguilà Barril                                               |

### 1996
| Parti | Parti | Sénateurs                                                        |
| ----- | ----- | ---------------------------------------------------------------- |
| PSC   |       | Josep Ramon Módol Pifarré                                        |
| CiU   |       | Joan Horaci Simó Burgués, Jaume Cardona Vila, Josep Varela Serra |

- Joan Horaci Simó Burgués, désigné sénateur par le Parlement de Catalogne, est remplacé en décembre 2012 par Òscar March Llanes.

### 2000
| Parti  | Parti | Sénateurs                                                              |
| ------ | ----- | ---------------------------------------------------------------------- |
| CiU    |       | Jaume Cardona Vila, Francesc Xavier Marimon Sabaté, Josep Varela Serra |
| Entesa |       | Joan Ganyet Solé                                                       |

- Joan Ganyet Solé est remplacée en octobre 2002 par Josep María Batlle Farrán.
- Jaume Cardona Vila, mort en fonctions le 20 novembre 2002, est remplacé par Carles Enric Florensa Tomàs.

### 2004
| Parti  | Parti | Sénateurs                                                                     |
| ------ | ----- | ----------------------------------------------------------------------------- |
| Entesa |       | Josep María Batlle Farrán, Maria Burgués Bargués, Josep Maria Esquerda Segués |
| CiU    |       | Ramon Companys Sanfeliu                                                       |

### 2008
| Parti  | Parti | Sénateurs                                                                     |
| ------ | ----- | ----------------------------------------------------------------------------- |
| Entesa |       | Josep María Batlle Farrán, Maria Burgués Bargués, Josep Maria Esquerda Segués |
| CiU    |       | Ramon Alturo Lloan                                                            |

### 2011
| Parti  | Parti | Sénateurs                                                            |
| ------ | ----- | -------------------------------------------------------------------- |
| CiU    |       | Ramon Alturo Lloan, Manuel Plana Farran, Maria Teresa Rivero Segalàs |
| Entesa |       | Francisco Boya Alós                                                  |

### 2015
| Parti | Parti | Sénateurs                                                           |
| ----- | ----- | ------------------------------------------------------------------- |
| CDC   |       | Maria Teresa Rivero Segalàs, Ramon Alturo Lloan, Jordi Souto Andrés |
| ERC   |       | Miquel Àngel Estradé i Palau                                        |

### 2016
| Parti | Parti | Sénateurs                                                                           |
| ----- | ----- | ----------------------------------------------------------------------------------- |
| ERC   |       | Miquel Àngel Estradé i Palau, Anna Azamar i Capdevila, Xavier Castellana i Gamisans |
| CDC   |       | Maria Teresa Rivero                                                                 |

### Avril 2019
| Parti | Parti | Sénateurs                                                                   |
| ----- | ----- | --------------------------------------------------------------------------- |
| ERC   |       | Sara Bailac i Ardanuy, Miquel Caminal i Cerdà, Xavier Castellana i Gamisans |
| Junts |       | Maria Teresa Rivero                                                         |

### Novembre 2019
| Parti | Parti | Sénateurs                                                                   |
| ----- | ----- | --------------------------------------------------------------------------- |
| ERC   |       | Sara Bailac i Ardanuy, Miquel Caminal i Cerdà, Xavier Castellana i Gamisans |
| Junts |       | Maria Teresa Rivero                                                         |

### 2023
| Parti | Parti | Sénateurs                                                      |
| ----- | ----- | -------------------------------------------------------------- |
| PSC   |       | Dionís Oña Martín, Pasión Gador Romero García, Jan Pomés López |
| ERC   |       | Sara Bailac i Ardanuy                                          |